# Estación de Luis Amador
Luis Amador es una estación en superficie de la línea 1 del Metro de Granada, situada en la calle homónima del distrito Beiro de la ciudad de Granada.

## Situación
La estación de Luis Amador está integrada en la calle homónima del barrio de La Cruz, al norte de la ciudad. Su principal función es dar servicio a la población del distrito. Se trata de una zona residencial de baja densidad en la que predominan las viviendas unifamiliares, varios centros educativos y pequeños comercios. 
Aproximadamente a cien metros de la estación se encuentra el Complejo administrativo de los Mondragones, el mayor centro de servicios administrativos del Ayuntamiento de Granada, así como la sede de la Agencia Municipal Tributaria de la ciudad.

## Características y servicios
La configuración de la estación es de dos andenes laterales de 65 metros de longitud con sendas vías, una por cada sentido. La arquitectura de la estación se dispone en forma de doble marquesina a ambos lados, con un techo y elementos arquitectónicos y decorativos en acero y cristal.
La estación es accesible a personas con movilidad reducida, tiene elementos arquitectónicos de accesibilidad a personas invidentes y máquinas automáticas para la compra de títulos de transporte. También dispone de paneles electrónicos de información al viajero y megafonía.

## Intermodalidad
Luis Amador es intermodal con la red de autobuses urbanos de Granada. En la misma calle se encuentra una parada de la línea 21, un servicio transversal que conecta con el centro y el sur de la ciudad. A 50 metros, en la calle Francisco Ayala, hay otra parada de la línea norte N3.